# Endlicheria sprucei
Endlicheria sprucei är en lagerväxtart som först beskrevs av Carl Daniel Friedrich Meisner, och fick sitt nu gällande namn av Carl Christian Mez. Endlicheria sprucei ingår i släktet Endlicheria och familjen lagerväxter. Inga underarter finns listade i Catalogue of Life.